# Flip Saunders
Pour les articles homonymes, voir Saunders.
Phillip Saunders dit Flip Saunders, né le 23 février 1955 à Cleveland (Ohio) et mort le 25 octobre 2015 à Minneapolis (Minnesota), est un entraîneur américain de basket-ball ayant officié en CBA et en NBA. Il a connu une éphémère carrière de joueur en High School puis en université.

## Biographie
En avril 2009, il est nommé entraîneur des Wizards de Washington.
Le 23 janvier 2012, après 15 défaites en 17 matches, il est renvoyé des Wizards de Washington et avoue deux jours plus tard qu'il n'aurait pas pu réussir dans cette équipe.
En mai 2012, le propriétaire des Timberwolves du Minnesota se cherche un successeur et, en mars 2013, Saunders se montre intéressé par le rachat de la franchise. En mai 2013, il remplace David Kahn au poste de général manager des Timberwolves du Minnesota,. Quelques jours plus tard, il remplace la cellule de recrutement des Timberwolves représentée par Pete Philo pour le scouting international, Curtis Crawford pour la partie américaine, et Will Conroy.
En juin 2014, alors qu'il disait ne pas se voir coach des Timberwolves du Minnesota, il remplace Rick Adelman au poste d'entraîneur pour la saison 2014-2015.
Le 11 août 2015, les Wolves annoncent que Saunders est atteint d'un lymphome de Hodgkin et ne pourra pas assurer son rôle d'entraîneur au début de la saison 2015-16. Il est remplacé par Sam Mitchell. Le 25 octobre 2015, il meurt de ce cancer à l'âge de 60 ans.

## Carrière
- 1981 - 1986 : Golden Gophers du Minnesota (NCAA, assistant)
- 1986 - 1988 : Cuyahoga Heights High School (NCAA, assistant)
- 1988 - 1989 : Thrillers de Rapid City (CBA)
- 1989 - 1994 : Catbirds de La Crosse (CBA)
- 1994 - 1995 : Skyforce de Sioux Falls (CBA)
- 1995 - 2005 : Timberwolves du Minnesota (NBA)
- 2005 - 2008 : Pistons de Détroit (NBA)
- 2009 - 2012 : Wizards de Washington (NBA)
- 2013 - 2015 : Timberwolves du Minnesota (NBA, Manager général)

## Palmarès
- Vainqueur de la Continental Basketball Association : 1990, 1992